# Susan Shields
Susan Shields (n. 3 februarie 1952, Erie, Pennsylvania, SUA) este o înotătoare ce a reprezentat Statele Unite ale Americii, medaliată olimpică. A participat la o ediție a Jocurilor Olimpice (1968) în care a câștigat două medalii de bronz.